# Anomalochromis thomasi
Cá bướm hoàng đế châu Phi (Danh pháp khoa học: Anomalochromis thomasi) là một loài cá cảnh trong họ cá hoàng đế. Là một loài cá thuộc họ Cichlidae và cũng là loài duy nhất trong chi Anomalochromis. Nó là một loại cá hoàng đế cỡ nhỏ đã phát triển đến chiều dài 6–8 cm (2,4-3,1 in). Bề ngoài chúng có những dải màu chấm trắng và ánh xạ đẹp. Các môi trường sống tự nhiên của A. thomasi là Sierra Leone, Liberia và Guinea, chủ yếu là ở các dòng suối nhỏ. Các cá thường được tìm thấy trong vùng nước hơi chua, nước giàu oxy với các loài cá hoàng đế ở Tây Phi thuộc chi khác như Hemichromis và Pelvicachromis. Chúng cũng được nuôi để làm cá cảnh.